# 陈凛
陈凛（1973年—）著名美籍华人风险投资家、企业家。油画大师陈逸飞长子。

## 生平
1973年出生，籍贯浙江宁波镇海，为油画大师陈逸飞长子，陈逸飞原配张芷所生，张也是画家。 在美国长大求学，毕业于美国私立中学、卡内基梅隆大学，主修计算机科学，辅修经济学。后求学于英国剑桥大学，学习经济和管理。早年任职于瑞士蘇黎世金融集團。32岁那年，父亲陈逸飞病逝，留下庞大逸飞集团，陈凛成为逸飞集团执行董事。
逸飞集团下服装分支，由陈逸飞妻子宋美英继承，而杂志和媒体部分则由陈凛继承。陈凛帮助集团偿还了软银的所有债务后，认为办杂志太费时间精力，盈利微薄，所以转向企业风险投资。
成立逸飞控股基金，持有现金规模在2012年底约有1亿美元，与高盛、摩根大通、凯雷等世界知名金融机构都有业务往来。与中国本土传媒大鳄江南春是老友，两人于20世纪90年代就熟知，而陈凛的妻子曾是江南春的助理。与冯波、邵亦波、唐越、唐海松也是多年好友。2005年7月，帮助分众传媒在纽约纳斯达克上市，成为中国首家在国外证券交易所上市的传媒企业，也是首家在美国证交所上市的中国媒体企业。
陈凛因在国内投资界闻名，有“上海滩投资地头蛇”之称。

## 名言
- “投资就像结婚”[4][5]